# Karlsruhe-Mühlburg (przystanek kolejowy)
Karlsruhe-Mühlburg (niem.: Bahnhof Karlsruhe-Mühlburg) – przystanek kolejowy w Karlsruhe, w kraju związkowym Badenia-Wirtembergia, w Niemczech. Według DB Station&Service ma kategorię 6. Znajduje się na linii Winden – Karlsruhe, w dzielnicy Mühlburg.

## Linie kolejowe
- Linia Winden – Karlsruhe
- Linia Graben-Neudorf – Karlsruhe

## Połączenia
| Linia | Trasa | Takt                                   |
| ----- | --- | -------------------------------------- |
| RE6   | Neustadt (Weinstr) – Landau (Pfalz) – Kandel – Wörth (Rhein) (– Karlsruhe-Mühlburg) – Karlsruhe Hbf           | pojedyncze pociągi w godzinach szczytu |
| RB51  | Neustadt (Weinstr) – Edenkoben – Landau (Pfalz) – Kandel – Wörth (Rhein) – Karlsruhe-Mühlburg – Karlsruhe Hbf | godzinny                               |